# Thalamita
Thalamita is een geslacht van kreeftachtigen uit de klasse van de Malacostraca (hogere kreeftachtigen).

## Soorten
- Thalamita acanthophallus Chen & Yang, 2008
- Thalamita admete (Herbst, 1803)
- Thalamita annulipes Stephenson & Hudson, 1957
- Thalamita auauensis Rathbun, 1906
- Thalamita bacboensis Tien, 1969
- Thalamita bandusia Nobili, 1906
- Thalamita bevisi (Stebbing, 1921)
- Thalamita bilobata de Man, 1926
- Thalamita bouvieri Nobili, 1906
- Thalamita carinata Zarenkov, 1970
- Thalamita cerasma Wee & Ng, 1995
- Thalamita chaptali (Audouin & Savigny, 1817)
- Thalamita chaptalii (Audouin, 1826)
- Thalamita coeruleipes Hombron & Jacquinot, 1846
- Thalamita cooperi Borradaile, 1902
- Thalamita corrugata Stephenson & Rees, 1961
- Thalamita crosnieri Vannini, 1983
- Thalamita danae Stimpson, 1858
- Thalamita delagoae Barnard, 1950
- Thalamita demani Nobili, 1906
- Thalamita difficilis Crosnier, 2002
- Thalamita dytica Crosnier, 2002
- Thalamita exetastica Alcock, 1899
- Thalamita gatavakensis Nobili, 1906
- Thalamita gloriensis Crosnier, 1962
- Thalamita gracilipes (A. Milne-Edwards, 1873)
- Thalamita granosimana Borradaile, 1902
- Thalamita hanseni Alcock, 1899
- Thalamita helleri Hoffmann, 1874
- Thalamita holthuisi Stephenson, 1975
- Thalamita huayangensis Dai, Cai & Yang, 1996
- Thalamita imparimana Alcock, 1899
- Thalamita indistincta Apel & Spiridonov, 1998
- Thalamita intermedia Miers, 1886
- Thalamita investigatoris Alcock, 1899
- Thalamita invicta Thallwitz, 1891
- Thalamita iranica Stephensen, 1946
- Thalamita kagosimensis Sakai, 1939
- Thalamita koepangensis Stephenson, 1975
- Thalamita kukenthali de Man, 1902
- Thalamita loppenthini Apel & Spiridonov, 1998
- Thalamita macropus Montgomery, 1931
- Thalamita macrospinifera Rathbun, 1911
- Thalamita malaccensis Gordon, 1938
- Thalamita margaritimana Rathbun, 1911
- Thalamita minuscula Nobili, 1906
- Thalamita mitsiensis Crosnier, 1962
- Thalamita miyakei Takeda, 1971
- Thalamita multispinosa Stephenson & Rees, 1967
- Thalamita nanshensis Dai, Cai & Yang, 1996
- Thalamita occidentalis Crosnier, 1984
- Thalamita oculea Alcock, 1899
- Thalamita parvidens (Rathbun, 1907)
- Thalamita pelsarti Montgomery, 1931
- Thalamita philippinensis Stephenson & Rees, 1967
- Thalamita picta Stimpson, 1858
- Thalamita pilumnoides Borradaile, 1902
- Thalamita platypenis Stephenson, 1975
- Thalamita platypodis Dai, Yang, Song & Chen, 1986
- Thalamita poissoni (Audouin & Savigny, 1817)
- Thalamita poissonii (Audouin, 1826)
- Thalamita procorrugata Dai, Yang, Song & Chen, 1986
- Thalamita prymna (Herbst, 1803)
- Thalamita pseudoculea Crosnier, 1984
- Thalamita pseudopelsarti Crosnier, 2002
- Thalamita pseudospinifera Crosnier, 1975
- Thalamita quadridentata Dai, Cai & Yang, 1996
- Thalamita quadrilobata Miers, 1884
- Thalamita rubridens Apel & Spiridonov, 1998
- Thalamita sankarankuttyi Crosnier & Thomassin, 1975
- Thalamita savignyi A. Milne-Edwards, 1861
- Thalamita seurati Nobili, 1906
- Thalamita sexlobata Miers, 1886
- Thalamita sima H. Milne Edwards, 1834
- Thalamita simillima Crosnier, 2002
- Thalamita simillina Crosnier, 2002
- Thalamita speciosa Miers, 1875
- Thalamita spiceri Edmondson, 1954
- Thalamita spinicarpa Wee & Ng, 1995
- Thalamita spinifera Borradaile, 1902
- Thalamita spinimana Dana, 1852
- Thalamita spinimera Stephenson & Rees, 1967
- Thalamita squamosa Stephenson & Hudson, 1957
- Thalamita stephensoni Crosnier, 1962
- Thalamita taprobanica Alcock, 1899
- Thalamita tenuipes Borradaile, 1902
- Thalamita woodmasoni Alcock, 1899
- Thalamita xishaensis Chen & Yang, 2008